# ウラジーミル・レヴィン (工学者)
ウラジーミル・コンスタンチノヴィチ・レヴィン（Владимир Константинович Ле́вин、1929年3月5日 - ）は、ソビエト連邦、ロシア連邦の情報工学者。

## 来歴
ソビエト連邦モスクワ出身でサイバネティクスの数々のプロジェクトに関与して活躍した。
1955年にはレーニン勲章、1957年にはレーニン賞、1982年にはソビエト連邦国家賞、1999年には祖国勲章が授与され、2003年にはロシア科学アカデミーの正会員に選出された。